# Національні герої Болгарії
Національним героєм вважають таку видатну особистість, яку приймає вся нація незалежно від політичних і суспільних поглядів. Болгарія тривалий час була пригноблена Османською імперією і це відклало величезний відбиток на поняття національного героїзму в цій країні. Таким чином, болгарська нація переважно вважає національними героями тих людей, які самовіддано боролися проти османського іга за визволення Болгарії. Типовим прикладом болгарського національного героя є Васил Левски. У Болгарії поняття національного герою не є почесним званням, як у деяких країнах світу. Якщо у Монголії та Китаї вважають національним героєм Чингісхана, то болгари засновника Болгарської держави хана Аспаруха дуже цінують і шанують, але не вважають його своїм національним героєм.

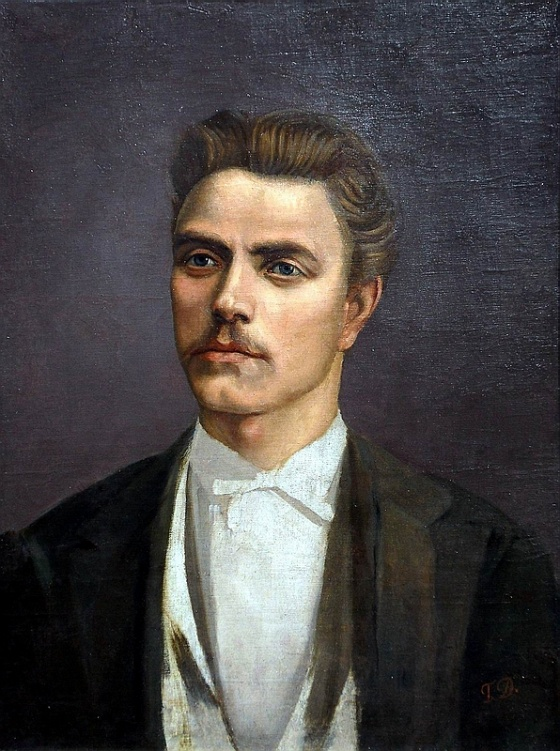
Портрет Васила Левски (Георги Данчев, 1846–1908 рр.).

## Список національних героїв Болгарії
- Васил Левски
- Георги Стойков Раковски
- Георги Бенковски
- Христо Ботев
- Любен Каравелов
- Панайот Хитов
- Даме Груєв
- Ільо воєвода
- Гоце Делчев
- Хаджи Димитир
- Стефан Караджа
- Тодор Каблешков
- Желю воєвода
- Петко воєвода
- Ангел Кинчев
- Захари Стоянов
- Филип Тотю
- Панайот Волов
- Баба Тонка
- сім'я Обретенових
- Георги Икономов
- Олимпи Панов
- Драган Цанков
- Васил Друмев